# Museo nordico

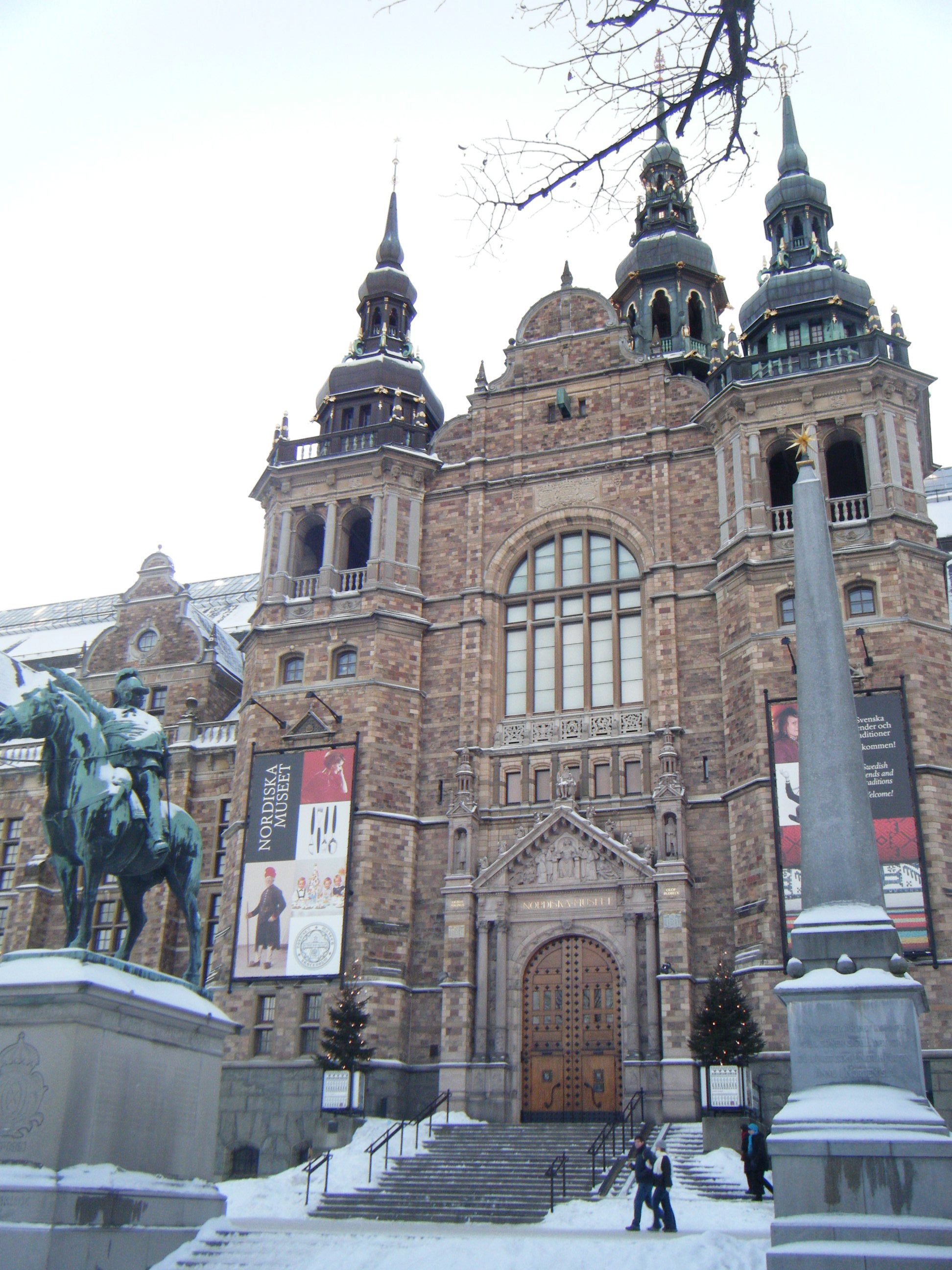
L'ingresso del museo

Il museo nordico (Nordiska museet in svedese), situato sull'isola di Djurgården a Stoccolma, in Svezia, è un museo dedicato alla storia del popolo e della cultura svedese dal tardo Medioevo fino all'epoca contemporanea.

## Storia
È stato fondato nei primi anni del XIX secolo da Artur Hazelius, che ha anche fondato il museo all'aperto Skansen. In origine, i due musei fanno parte dello stesso progetto e sono divenuti indipendenti nel 1963. Gli oggetti presentati a Skansen sono ancora di proprietà del museo nordico.
Il museo doveva originariamente rappresentare la cultura di tutta la Scandinavia, ma Hazelius ha dovuto limitarsi alla sola Svezia. Le esposizioni mostrano diversi aspetti della vita in Svezia in tempi diversi e in diversi segmenti della popolazione: i loro temi sono l'artigianato, le tradizioni, il cibo, l'alloggio, i giocattoli, l'abbigliamento...
Costruito tra il 1888 e il 1907, l'edificio è stato progettato da Isak Gustaf Clason che si è ispirato dall'architettura del Rinascimento danese, il cui castello di Frederiksborg è il fiore all'occhiello. I piani iniziali erano molto più ambiziosi e pianificavano un edificio quattro volte più grande.
Il Nordiska museet è uno dei ventidue partner dell'Europeana Fashion.